# Franz Austeda
Franz Austeda (* 6. November 1923 in Wien; † 6. Februar 2009 ebenda) war ein österreichischer Beamter, Philosoph und Pädagoge.

## Leben und Wirken
Franz Austeda studierte an der Universität Wien Philosophie, Geschichte, Psychologie und Pädagogik und promovierte 1949 (Dissertation: Der erkenntnistheoretische Relativitätsbegriff). Gleichzeitig legte er die Lehramtsprüfung für die Fächer Geschichte und Philosophie ab und war zunächst Gymnasialprofessor und Gymnasialdirektor in Wien. 1955 wechselte er in das Amt des Stadtschulrates für Wien, wo er zuletzt als Wirklicher Hofrat wirkte. Nebenbei lehrte er auch als Dozent an Wiener Volkshochschulen.
Philosophen, Wissenschaftler und Literaten wie Sir Karl Popper, Rupert Riedl und Ernst Jandl waren seine persönlichen Freunde, mit denen er sich regelmäßig traf.
1983 war er Mitglied der österreichischen UNESCO-Kommission.
Austeda war ein Verfechter der Geistesfreiheit und ein Vertreter einer kritischen und exakten wissenschaftlichen Philosophie. Er stand auf dem Standpunkt eines sowohl empirisch-wissenschaftlich fundierten wie auch erkenntniskritisch (im Sinne Immanuel Kants) abgesicherten Kritischen Positivismus und vertrat eine axiomatische Charakteristik der Philosophie.

„Eine sinnvolle und fruchtbare philosophische Diskussion kann erst zustandekommen, wenn man allseits wieder Verständnis gewonnen hat für den Wert scharfer erkenntniskritischer Begriffs- und Aussagenanalysen (im Sinne des Neupositivismus) und zugleich auch für den Denkansatz des Kantischen Kritizismus, also für die Leistungsfähigkeit eines kritisch fundierten Positivismus und Rationalismus.“

Im Mittelpunkt seiner erkenntniskritischen Analyse stand der Versuch, das „Selbstproblem“ der Philosophie zu lösen, d. h., philosophierend die Möglichkeit und die Notwendigkeit des Philosophierens axiomatisch zu begründen.
Weiters war Austeda ein wichtiger Vertreter des Wertrelativismus und sprach sich für eine Trennung von Wissen und Glauben aus. Er forderte einen Toleranzbegriff ein, welcher vom Standpunkt des Weltanschauungsrelativismus aus zu erheben ist. Diesen schränkte er aber insofern ein, als die Intoleranz keine Toleranz verdient.

## Auszeichnungen
- 1956 Theodor-Körner-Preis[10]
- 1971 Goldenes Ehrenzeichen für die Verdienste um die Republik Österreich[11]
- 1978 Großes Ehrenzeichen für die Verdienste um die Republik Österreich[12]
- 1981 Goldenes Ehrenzeichen für die Verdienste um das Land Wien[13]
- 1981 Ordre des Palmes Académiques[14]
- 1983 Österreichisches Ehrenkreuz für Wissenschaft und Kunst I. Klasse[15]
- 2008 Glückwunschschreiben des Bundespräsidenten[16]

## Schriften (Auswahl)
- Mensch und Welt. In: Wissen und Erfolg. Verlag Fürlinger, Wien 1953.
- Kleines Wörterbuch der Philosophie. Humboldt, Frankfurt am Main 1954.
- Technik und Philosophie. In: Festschrift der Realschule auf der Wieden. Wien 1955.
- Adolf Stöhr. In: Neue Wege. Nr. 104/1955.
- Viel Lärm und „Nichts“… Ein paar kritische Bemerkungen zum Existentialismus. In: Neu Generation. Nr. 4/1956, S. 10.
- Ernst Topitsch: Vom Ursprung und Ende der Metaphysik. In: Neue Wege. Nr. 132/1958.
- Zur Eigenart und Typik der philosophischen Begriffsbildung. Eine erkenntniskritische Analyse. In: Probleme der Wissenschaftstheorie. Festschrift für Victor Kraft. Springer-Verlag, Wien 1960.
- als Hrsg.: Ästhetik. Deuticke, Wien 1960.
- Der Mensch, sein Wesen und sein Wirken. In: Der Mensch – sein Wesen und sein Wirken. IWK, Wien, 1960.
- Der Mensch im Spannungsfeld der Werte. In: Der Mensch – sein Wesen und sein Wirken. IWK, Wien, 1960.
- als Hrsg.: Wirtschaft und Gesellschaft, Staat und Recht im Spiegel philosophischer Kritik. Deuticke, Wien 1962.
- Axiomatische Philosophie. Ein Beitrag zur Selbstkritik der Philosophie. Duncker & Humblot, Berlin 1962.
- Wörterbuch der Philosophie. Gebrüder Weiß, Berlin/München 1962.
- Philosophie der Arbeit. In: Die Arbeit. Verlag Fürlinger, Wien 1963.
- Avenarius, Richard; Fischer, Kuno; Jodl, Friedrich; Petzoldt, Joseph; Roretz, Karl; Stöhr, Adolf; Wahle, Richard; Ziehen, Theodor. In: Encyclopedia of Philosophy. 8 Bände. MacMillan, New York 1967.
- Moderne Philosophie. Probleme – Positionen – Profile. Verlag Rombach, 1972, ISBN 3-7930-0960-2.
- Karl Raimund Popper. In: Erziehung und Unterricht. Nr. 10/1973.
- als Hrsg.: Adolf Stöhr. Philosophische Konstruktionen und Reflexionen. Deuticke, Wien 1974.
- als Hrsg.: Karl Roretz. Ziele und Wege philosophischen Denkens. Deuticke, Wien 1976.
- Moritz Schlick. In: Die allgemeinbildende höhere Schule. Nr. 5/1976, S. 111.
- Julius Schultz. In: Die allgemeinbildende höhere Schule. Nr. 7/1976, S. 162.
- Geltungsgrund und Geltungsausmaß ethischer Werturteile und Normen. In:  Die allgemeinbildende höhere Schule. Nr. 10/1978, S. 234.
- als Hrsg.: Richard Wahle. Vom wahnhaften Wissen zum wahrhaften Nichtwissen. Deuticke, Wien 1979.
- Voltaire und Rousseau. In: Mitteilung des Institutes für Wissenschaft und Kunst. Nr. 1/1979, S. 5.
- Abschied vom Denken? Über das Epigonentum in der zeitgenössischen Philosophie. In: Unser Epigonen-Schicksal. Nichts Neues unter der Sonne. Herder, München 1980.
- Die elternlose Generation. In: Die allgemeinbildende höhere Schule. Nr. 2/1980, S. 44.
- Disziplin – wozu? In: ahs aktuell. Nr. 7/1980, S. 1.
- "Hitler in uns selbst"? In: Die allgemeinbildende höhere Schule. Nr. 8/1980, S. 187.
- Jean-Paul Sartre. In: Europäische Kirchenfreie Rundschau. Nr. 73/1980, S. 7.
- Gedanken zur Philosophie der Gegenwart I. Teil. In: Die allgemeinbildende höhere Schule. Nr. 1/1981, S. 19.
- Gedanken zur Philosophie der Gegenwart II. Teil. In: Die allgemeinbildende höhere Schule. Nr. 2/1981, S. 44.
- Vom Logos zum Mythos? In: Mitteilung des Institutes für Wissenschaft und Kunst. Nr. 1 u. 2/1981.
- Lexikon der Philosophie. Brüder Hollinek, Wien 1989, ISBN 3-85119-231-1.